# إسماعيل إهيو
إسماعيل إهيو (بالفرنسية: Ismael Ehui)‏، من مواليد 10 يوليو 1985 في ليل في فرنسا، لاعب كرة قدم فرنسي.
بدأ مسيرته الكروية مع نادي فولهام الإنجليزي، وهو يلعب معهم حتى الآن.

## روابط خارجية
- إسماعيل إهيو على موقع قاعدة بيانات كرة القدم.إي يو (الإنجليزية)
- إسماعيل إهيو على موقع Soccerbase.com (لاعب) (الإنجليزية)
- إسماعيل إهيو على موقع كووورة